# Sovány csenkesz
A sovány csenkesz (Festuca pseudovina) az egyszikűek (Liliopsida) osztályának perjevirágúak (Poales) rendjébe, ezen belül a perjefélék (Poaceae) családjába tartozó faj. Egyéb nevein: veresnadrág csenkesz, álljuh csenkesz, sziki csenkesz.

## Előfordulása
A sovány csenkesz Európában és Ázsia nyugati részén őshonos. Németországtól és Horvátországtól kezdve, egészen Oroszországig és Kazahsztánig megtalálható. Magyarországon többek közt a Hevesi Füves Puszták Tájvédelmi Körzet területén él.

## Megjelenése
Fűcsomója, finom, érdes fogású levele a pusztai csenkeszére (Festuca rupicola) hasonlít, de annál kisebb termetű.

## Életmódja
Rendkívül sótűrő: a legmostohább szikes pusztán is megtelepszik, sőt, gyepet alkot. A taposást is jól tűri, tehát a birkalegelőkön is megél — erre utal régi, mára jóformán feledésbe merült neve, a berbécscsenkesz is.
Május–júniusban virágzik. Nyár elejére elszárad; az utána visszamaradó, vöröses színű gyepről kapta a „veresnadrág” nevet.